# La Plata (Missouri)
La Plata é uma cidade localizada no estado americano de Missouri, no Condado de Macon.

## Demografia
Segundo o censo americano de 2000, a sua população era de 1486 habitantes.
Em 2006, foi estimada uma população de 1445, um decréscimo de 41 (-2.8%).

## Geografia
De acordo com o United States Census Bureau tem uma área de
3,2 km², dos quais 3,2 km² cobertos por terra e 0,0 km² cobertos por água. La Plata localiza-se a aproximadamente 285 m acima do nível do mar.

## Localidades na vizinhança
O diagrama seguinte representa as localidades num raio de 20 km ao redor de La Plata.